# Lucemburská Wikipedie
Lucemburská Wikipedie je jazyková verze Wikipedie v lucemburštině. V lednu 2022 obsahovala přes 60 000 článků a pracovalo pro ni 5 správců. Registrováno bylo přes 52 000 uživatelů, z nichž bylo asi 70 aktivních. V počtu článků byla 91. největší Wikipedie.